# Stanisław Mossakowski
Stanisław Maria Mossakowski (ur. 26 sierpnia 1937) – polski historyk sztuki, profesor nauk humanistycznych, w latach 1978–1999 dyrektor Instytutu Sztuki Polskiej Akademii Nauk.

## Życiorys
Pochodzi z rodziny o tradycjach ziemiańskich i inteligenckich. Wcześnie stracił rodziców, ojciec zmarł miesiąc przed jego urodzeniem, a matka wkrótce potem. Wychowywał się w rodzinie wuja, lwowskiego lekarza Józefa Sokołowskiego.
W 1958 ukończył studia na Uniwersytecie Jagiellońskim. Podjął wówczas pracę w Dziale Grafiki Biblioteki Jagiellońskiej. Rozpoczął wówczas badania nad działalnością barokowego architekta Tylmana z Gameren. W 1963 uzyskał stopień doktora nauk humanistycznych za pracę dotyczącą Pałacu Krasińskich w Warszawie. W 1967 przeszedł do pracy w Instytucie Sztuki PAN. Stopień doktora habilitowanego uzyskał w 1971 na podstawie rozprawy dotyczącej Tylmana z Gameren. W 1979 objął stanowisko profesora nadzwyczajnego. Tytuł profesora nauk humanistycznych otrzymał 19 kwietnia 1990, po czym został profesorem zwyczajnym. Pełnił funkcję zastępcy dyrektora Instytutu Sztuki PAN (1973–1978) i dyrektora tej placówki w latach 1978–1999.
Członek zwyczajny Towarzystwa Naukowego Warszawskiego, członek krajowy czynny Polskiej Akademii Umiejętności oraz członek rzeczywisty (od 1998) Polskiej Akademii Nauk, był przewodniczącym Wydziału I Nauk Społecznych PAN. Powoływany w skład Rady Powierniczej oraz Rady Muzeum Zamku Królewskiego w Warszawie.

## Odznaczenia i wyróżnienia
W 2008 jego książka Kaplica Zygmuntowska 1515–1533 została wyróżniona Nagrodą im. Jana Długosza. Za badania, których uwieńczeniem było to opracowanie, również w 2008 otrzymał Nagrodę Fundacji na rzecz Nauki Polskiej w dziedzinie nauk humanistycznych i społecznych.
W 2014 prezydent Bronisław Komorowski odznaczył go Krzyżem Komandorskim Orderu Odrodzenia Polski. Wcześniej wyróżniony również Krzyżem Kawalerskim (1988) i Krzyżem Oficerskim (1999) tego orderu oraz Złotym Krzyżem Zasługi (1980). W 2012 otrzymał Złoty Medal „Zasłużony Kulturze Gloria Artis”, a w 2017 Srebrną Odznakę Honorową Województwa Małopolskiego – Krzyż Małopolski.

## Wybrane publikacje[9]
- Die Kurfürstenkapelle Fishers von Erlach im Breslauer Dom, „Wiener Jahrbuch für Kunstgeschichte”, nr 19, 1962, s. 64–87[10]; zmieniona wersja polska: Kaplica elektorska przy Katedrze we Wrocławiu, „Prace z Historii Sztuki”, z. 1, 1962, s. 195–222[11]
- Pałac Krasińskich, 1972[12]
- Tylman z Gameren. Architekt polskiego baroku, 1973[13]
- Sztuka jako świadectwo czasu. Studia z pogranicza historii sztuki i historii idei, 1981[14]
- Tilman van Gameren. Leben und Werk, 1994[15]
- Orbis Polonus. Studia z historii sztuki XVII–XVIII wieku, 2002[16]
- Kaplica Zygmuntowska (1515–1533). Problematyka artystyczna i ideowa Mauzoleum króla Zygmunta I, 2007[17]
- Tylman z Gameren (1632–1706). Twórczość architektoniczna w Polsce, 2012[18]
- Rezydencja królewska na Wawelu w czasach Zygmunta Starego. Program użytkowy i ceremonialny, 2013[19]
- Pałac królewski Zygmunta I na Wawelu jako dzieło renesansowe, 2015[20]
- Z Mazowsza na Litwę i Ruś Koronną. Kartki z kresowych dziejów jednej polskiej rodziny (Mossakowskich herbu Jastrzębiec), 2017[21]